# Бактеріородопсинмісні плівки
Бактеріородопсинмісні плівки — наноплівки, отримані із використанням пурпурових мембран галобактерій (Halobacterium Halobium), які містять бактеріородопсин. Використовуюся як компонент у біомолекулярній електроніці, біокомп'ютингу.

## Модель бактеріородопсину
Молекула бактеріородопсину функціонує у ступеневому тензорно-солітонному режимі. Образом цього процесу є функціонування роторного механізму. Відповідно, у математичній формі бактеріородопсинові плівки, які застосовуються для відтворення перцептрону, повинні представлятися ансамблями таких молекул для випадку біокомп'ютингу як коректно поставлена задача.

## Виготовлення
Основним завданням при виготовленні бактеріородопсинмісних плівок є орієнтація мембран, що містять бактеріородопсин між гідрофільними та гідрофобними середовищами, наприклад, між водою та повітрям, як це буває в природі. Як правило, для поліпшення характеристик бактеріородопсинмісних плівок використовується кілька шарів, які висушуються в певних умовах. У 1994 році команда російських вчених уперше у світі отримала плівки з бактеріородопсином. Головний результат досягнення — орієнтування пурпурових мембран, які містять бактеріородопсин у гідрофобних та гідрофільних середовищах.

## Характеристики

### Термін експлуатації
В даний час такі плівки використовуються в основному для досліджень та експериментів у лабораторних умовах. Однією з причин є порівняно невеликий термін їхньої експлуатації, який коливається від декількох днів до одного року.
Найкращі показники досягаються під час виготовлення плівок на основі желатину. Це дозволяє досягти високої концентрації бактеріородопсину (до 50 %), уникнути агрегації фрагментів мембран та руйнування білка бактеріородопсину в процесі виготовлення. Вбудовані в желатинову матрицю фрагменти пурпурових мембран довговічні (біля {\displaystyle 10^{4}} годин) і стійкі до впливу багатьох факторів як при виготовленні, так і в процесі експлуатації (коливання температури, інтенсивна дія світлом за допомогою лазера).

### Щільність елементів
На основі технології виробництва бактеріородопсинмісних плівок вченими було сконструйовано фоторецептор зі структурою {\displaystyle SnO_{2}} / бактеріородопсин / електроліт. Як правило, при функціонуванні
на електрод {\displaystyle SnO_{2}} / бактеріородопсин подається напруга від 0 до -0,7 В. Такий фоторецептор реагує на зміну інтенсивності світла, але не на інтенсивність саму по собі.
Фоторецептор складається з 64 осередків (пікселів) і має розміри 2,5×2,5 мм. Щоб відобразити образи, що виникають на такому фоторецепторі, слабкий струм від елементів (3-10 нА) посилюється в напрузі від 1 до 10 В і подається на світловипромінюючі діоди.